# Ситроен DS
Ситроен DS (на френски: Citroën DS) е модел леки автомобили на френското предприятие Ситроен, произвеждан от 1955 до 1975 година. Проектиран от дизайнера Фламинио Бертони и инженера Андре Льофевр, DS става известен с футуристичната си аеродинамична форма и с техническите нововъведения, като хидро-пневматичното самонивелиращо се окачване. Общият брой на произведените автомобили от този модел е около 1,5 милиона.